# Ice Cream, I Scream
Ice Cream, I Scream (Originaltitel: Dondurmam gaymak) ist ein türkischer Independentfilm aus dem Jahr 2006. Yüksel Aksu schrieb das Drehbuch und führte zugleich Regie. In Deutschland lief der Film erstmals in den Kinos am 30. November 2006. Hauptdarsteller war Nejat Altınsoy. Der Film wurde vor allem vom Regisseur und von Spenden der Provinz Muğla finanziert.

## Handlung
Ali Usta (Usta heißt übersetzt „Meister“) ist ein geschäftstüchtiger Eismann aus dem Mittelmeerraum der Türkei. Um sein Geschäft zu beleben, nimmt er einen Kredit bei der Bank auf. Er will sich davon einen kleinen Motorroller finanzieren und eine Fernsehwerbung im lokalen, kleinen Fernsehsender produzieren lassen. Durch das Medium Fernsehen und den motorisierten Verkauf will er seinen Gewinn erhöhen. Insbesondere die industrielle „Eis-am-Stiel“-Konkurrenz macht ihm hierbei sehr zu schaffen, denn sie zieht mehr Kundschaft an als sein selbstgemachtes Eis mit „reichlich Milch und reichlich Zucker“ (im Gegensatz zum Eis am Stiel, bestehend aus „Wasser, Farbstoff und Zucker“).
Kaum hat Ali seine Verkaufstour durch die Dörfer gestartet, wird der Motorroller, mitsamt dem Eis-Anhänger, von einer Bande von Kindern gestohlen. Ali ist fest davon überzeugt, dass es sich um ein Komplott der großen Eisfirmen handelt. Und so eröffnet er, ohne zu ahnen, dass sein Roller von einer Bande frecher Jungen aus der Umgebung „entführt“ wurde, von Dorf zu Dorf den Kampf gegen die Verkäufer der weltweit operierenden Eismarken.
Nachdem Ali resigniert seine Suche aufgibt, einen nicht allzu ernst gemeinten Selbstmordversuch hinter sich lässt und Lebensweisheiten von seinem alten Nachbarn bekommt, erkrankt ein „Gang“-Mitglied nach dem anderen. Den Jungen hat der übermäßige Eis-Konsum nicht gutgetan. Mitten in der Nacht müssen sie zur örtlichen Krankenstation. Der behandelnde Arzt ist verblüfft von den sich gleichenden Symptomen der Kinder, alle sind erkältet.
Das „Gang“-Oberhaupt beichtet die Tat, die Polizei wird verständigt und der Fall abgeschlossen.
So findet der vermisste Roller wieder den Weg zu seinem leidgeprüften und geschäftstüchtigen Besitzer zurück.

## Kritik
Yahoo Movies schrieb: „Yüksel Aksus Regie-Debüt ist eine umwerfend komische Don-Quixote-Story, die sich auf dem Filmfestival von Istanbul zum Publikumsrenner entwickelte.“

## Auszeichnungen
Yüksel Aksu gewann im Jahr 2006 den Queens Spirit Award des Queens Film Festivals in zwei Kategorien.
Der Film ist die türkische Einsendung für eine Nominierung in der Kategorie Bester fremdsprachiger Film bei der Oscar-Verleihung 2007.

## Hintergrundinformation
Der komplette Film wurde von den Einwohnern Muğlas finanziert.
Baba Zula, die für die Musik im Film verantwortlich waren, hatten ihr Leinwanddebüt in Fatih Akıns Crossing The Bridge – The Sound of Istanbul.